# Terebripora antillarum
Terebripora antillarum är en mossdjursart som beskrevs av Fischer 1866. Terebripora antillarum ingår i släktet Terebripora och familjen Terebriporidae. Inga underarter finns listade i Catalogue of Life.